# Ratusz w Stargardzie
Ratusz w Stargardzie – średniowieczny ratusz, siedziba Rady Miejskiej Stargardu. Jeden z najstarszych zabytków w Stargardzie.

## Historia

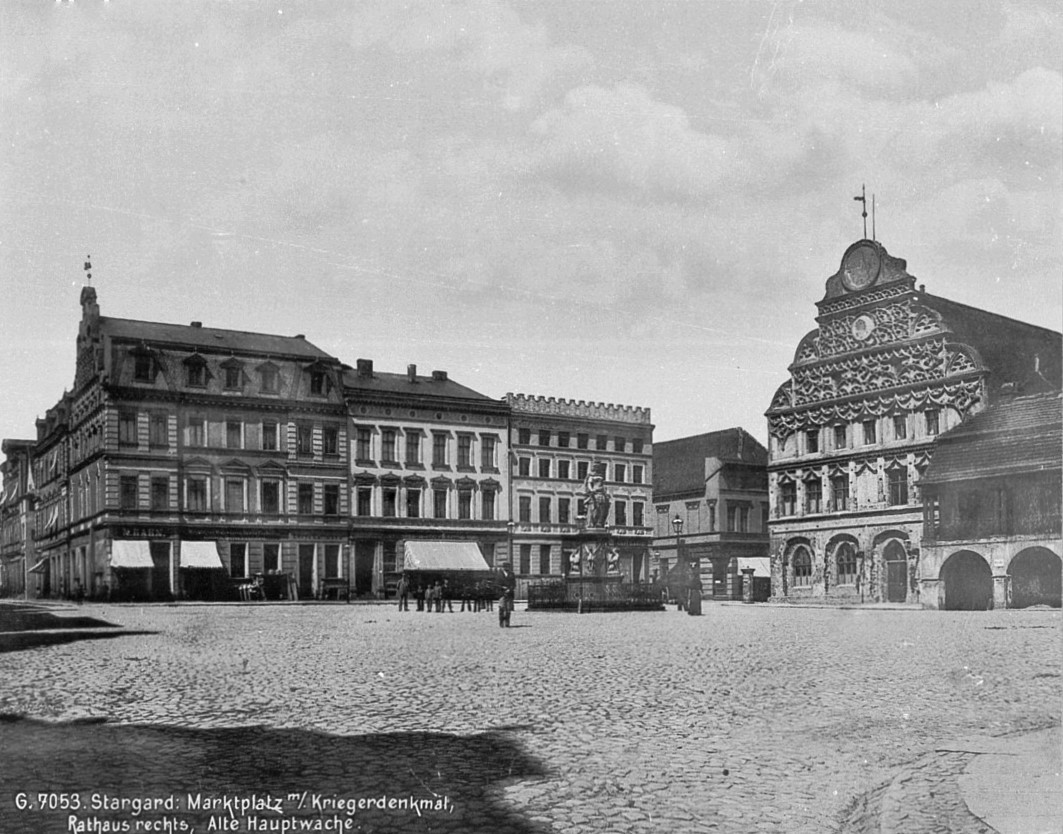
Rynek Staromiejski wraz z Ratuszem, przed 1900

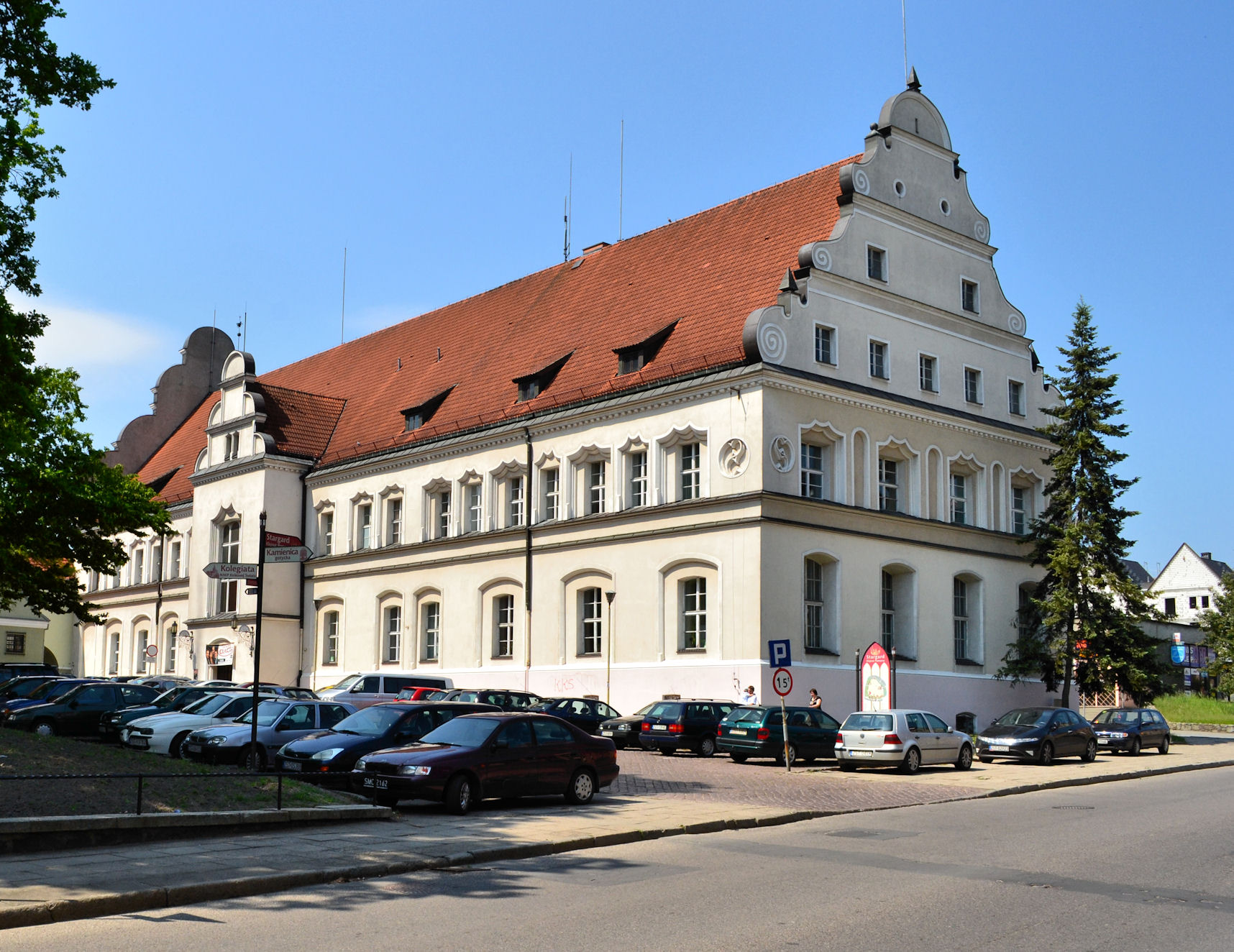
Elewacja ratusza od strony południowo-wschodniej

Pierwszą budowlą wzniesioną na miejscu dzisiejszego ratusza była hala zwana Domem Kupieckim (1250–1280). Budowla była parterowa, murowana, wielkością odpowiadająca zarysowi murów ratusza. Z czasem zaczęły się tam odbywać posiedzenia ławników miejskich. Przy końcu XIV w. dom kupiecki został całkowicie przebudowany, stając się siedzibą władz miejskich i patrycjatu kupieckiego.
W przebudowanym ratuszu na parterze nadal mieściła się hala targowa i karcer, a na I piętrze biuro burmistrza, kancelaria, sala posiedzeń rajców, sala sądowa i skarbiec. Piwnice wykorzystywane były jako magazyny dla przyjezdnych kupców. W okresie świąt hala parteru była miejscem zabaw dla mieszczan. Wielki pożar w 1540 zniszczył ponad 100 budynków, w tym ratusz, odbudowa nastąpiła w po 29 latach. W swoich dziejach ratusz ulegał jeszcze kilku pożarom. Najpierw w czasie wojen szwedzkich w XVII w., kiedy to spłonęło bezcenne archiwum miejskie i ponownie wraz z całą Starówką w 1945 roku w czasie II wojny światowej. Odbudowę rozpoczęto od zabezpieczenia ruin, całość prac trwała od 1948 do 1961.
W czerwcu 2000 r. na frontowym szczycie zamontowany został sześćdziesięciokilogramowy zegar. Wydzwania on pełne i połówkowe godziny. Zegar jest synchronizowany wzorcem atomowym znajdującym się we Frankfurcie nad Menem. Codziennie o godz. 12 z ratusza rozlega się hejnał autorstwa Waldemara Cieślaka.

## Architektura
W wyniku przebudowy powstał pierwotny ratusz, będący budowlą jednopiętrową, o schodkowych szczytach dekorowanych blendami i o ostrołukowych oknach. Fasadę frontową tworzył szczyt od strony zachodniej. Budynek przykrywał dach dwuspadowy z rzędami okienek oświetlających użytkowe poddasze.
Podczas rekonstrukcji w 1569 po pożarze wprowadzono bogate dekoracje maswerkowe szczytów, zmieniono kształt i wielkość okien. Nowy wystrój ratusza musiał zyskać uznanie mieszczan, gdyż w krótkim czasie powstały dwie inne kamienice z podobnymi dekoracjami szczytów. Zniszczony po II wojnie światowej ratusz odbudowano na podstawie rysunków i zdjęć, przywracając stan dekoracji z końca XIX w. Zlikwidowano wejście od strony wschodniej, zmieniono kształt okien, cały budynek otynkowano, a wnętrza przystosowano do potrzeb administracyjnych siedziby władz miasta.

## Funkcje
Ratusz, oprócz siedziby Rady Miejskiej i Sali Ślubów, mieści Towarzystwo Przyjaciół Stargardu oraz komendę hufca Stargard.